# Pierre Ravanas
Pierre Etienne Toussaint Ravanas (Aix-en-Provence, 11 maggio 1796 – Marsiglia, 11 giugno 1870), italianizzato in Pietro Ravanas, fu un imprenditore, commerciante e agronomo francese che innovò l'olivicoltura e la produzione di olio nella Provincia di Bari.
Introdusse in Puglia, tecniche di raccolta e lavorazione delle olive e nuovi macchinari che migliorarono notevolmente la quantità e la qualità dell'olio prodotto nella Terra di Bari.
Grazie al suo successo come imprenditore, assunse un ruolo di rilievo nella società civile ed economica della Terra di Bari e del Regno delle Due Sicilie della prima metà del XIX secolo. Nel 1834 si sposò con Emilie Bonnefoux originaria di Aix en Provence e il 1º dicembre 1835 nacque a Bitonto la sua unica figlia, Mélanie.

## Biografia

### L'impresa di famiglia
Pierre nacque nel comune di Aix en Provence, nel sud della Francia, in una famiglia borghese, da Sylvestre Toussaint e da Anne Mèlanie Barlantier, secondo di sette figli. La sua famiglia era possidente di vari immobili, per lo più connessi con l'attività familiare di imprenditori e commercianti nel ramo dell'olio alimentare: frantoi, piscine, mulini, ecc.
Il padre di Pierre, Sylvestre Toussaint, di professione era commerciante e architetto ("négociant et architecte") in società con Henri Pascal Perier, un altro commerciante locale. Una volta sciolta la società con Perier, Sylvestre creò la società Ravanas et cie e fece entrare in affari i suoi due figli maschi: Pierre e Jean Baptiste. I fratelli Ravanas studiarono la professione di famiglia, attraverso l'osservazione e la pratica del mestiere, senza trascurare una solida istruzione di base; disponevano pertanto di una buona cultura, cosa che non era comune all'epoca.
Alla morte di Sylvestre avvenuta il 16 dicembre 1826, Pierre continuò gli affari di famiglia in collaborazione col fratello. I fratelli Ravanas si specializzarono nella produzione e commercializzazione di "olio fine" (ovvero olio di qualità elevata per uso alimentare). Questo tipo di olio si differisce dall'"olio comune", utilizzato per la produzione di sapone, che era uno dei prodotti più venduti nel mercato di Marsiglia.
Pierre Ravanas aveva uno spiccata tendenza all'impresa, con tutti i rischi che ciò comporta. Era convinto che per avere successo negli affari non era sufficiente continuare nei commerci nel mercato di Marsiglia, dove la concorrenza era molto elevata, ma era necessario creare un nuovo ramo commerciale: "créer une novelle branche de commerce".

### Introduzione delle tecniche provenzali in Italia

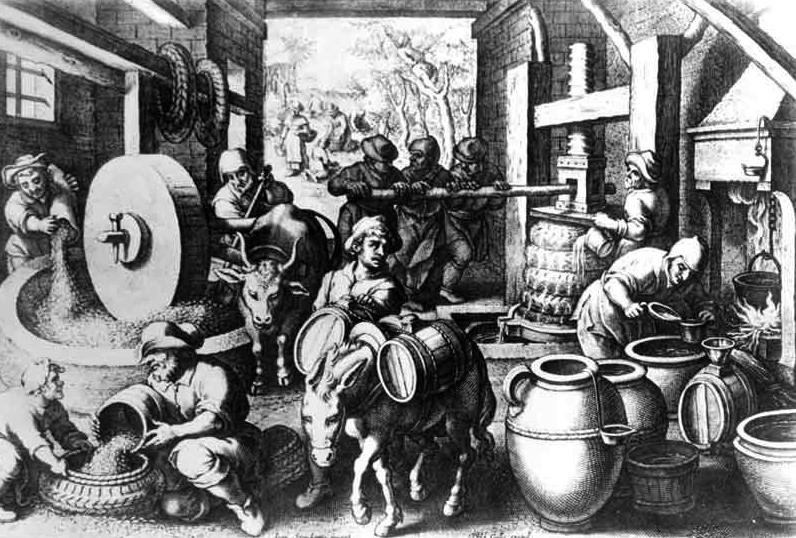
Rappresentazione di un frantoio classico: in luoghi dalle scarse condizioni igieniche, uomini e animali utilizzavano la forza muscolare per muovere grandi macine di pietra e torchi di legno

L'olio d'oliva prodotto nel Settecento nelle Due Sicilie era di qualità scarsa: generalmente la raccolta del frutto avveniva dopo la sua caduta dall'albero per maturazione e quindi dopo l'inizio della fermentazione; le olive venivano prese dal suolo senza separarle dalle foglie; in attesa della molitura, venivano conservate in vasche dove continuavano la fermentazione. Spesso, i frantoi erano collocati in grotte e vi lavoravano uomini sottoposti a regime feudale e animali da soma in luoghi caratterizzati da pessime condizioni igieniche. Tradizionalmente, le olive venivano frantumate in grandi macine costituite da una ruota di pietra che girava in una vasca; successivamente, le olive tritate venivano pressate in torchi di legno. Questo processo richiedeva molto tempo e non riusciva ad ottenere risultati ottimali. Inoltre, la macina spesso non riusciva a lavorare le olive troppo dure; per questa ragione le si depositava in grandi vasche allo scopo di ammorbidirle.
Invece, l'olio prodotto in Provenza era riconosciuto per la sua elevata qualità. Ciò era possibile grazie alle tecniche di coltura dell'olivo, di raccolta del frutto direttamente sull'albero prima della completa maturazione e sicuramente prima della caduta dall'albero, di selezione delle varietà, di separazione dell'oliva dalle foglie prima della molitura e al breve tempo di attesa delle olive nei magazzini prima della spremitura. Questo olio era richiesto in molti mercati d'Europa, delle Indie Orientali ed Occidentali dove gli acquirenti erano disposti a pagare prezzi elevati. Allo scopo di rispondere alla crescente richiesta di olio di qualità prodotto secondo le tecniche provenzali, gli imprenditori francesi dell'epoca cercarono di espandere il bacino di approvvigionamento. Pertanto inviarono in Toscana e nella riviera ligure tecnici preparati nella costruzione e nel funzionamento di frantoi. L'operazione fu un successo.
Il marchese Domenico Grimaldi, originario della famiglia di commercianti genovesi dei Grimaldi, era possessore nel XVIII secolo di vasti appezzamenti coltivati ad ulivi in Calabria. Egli provò a importare nel Regno di Napoli le tecniche di macinazione delle olive in uso in Liguria: nel 1771, fece venire nei suoi possedimenti del Regno di Napoli 20 artigiani che costruirono macchinari in grado di lavorare l'intero raccolto delle sue terre in breve tempo.
Anche i fratelli Ravanas decisero di espandere i propri interessi al di fuori dei confini francesi. Il loro progetto era ambizioso: creare nel Regno delle Due Sicilie degli oleifici da loro gestiti e trarre guadagno dalla vendita dell'olio prodotto con tecniche e macchinari innovativi per quelle terre, in modo da poter agire senza concorrenti.. Pierre si sarebbe occupato materialmente dell'impresa, mentre Jean Baptiste sarebbe rimasto a Marsiglia con il duplice scopo di introdurre nel mercato di Marsiglia l'olio prodotto nelle Puglie e di continuare nei tradizionali affari di famiglia.
Allo scopo di realizzare il progetto di introdurre le macchine e le tecniche in suo in Provenza nel Mezzogiorno d'Italia, i fratelli Ravanas avevano bisogno che il governo del Regno riconoscesse loro l'esclusiva per l'utilizzo di questi macchinari. Nell'ottobre 1825 Pierre si recò a Napoli con l'intento di chiedere oltre all'esclusiva di utilizzo delle tecniche e macchinari di origine provenzale nel Regno delle Due Sicilie, anche la totale esenzione da dazi per l'esportazione a Marsiglia dell'olio che avrebbe prodotto. Tuttavia, a causa della sua scarsa influenza nella corte, dovette ben presto rinunciare a questa idea puntando al riconoscimento del brevetto sull'invenzione di tecniche innovative di raccolta e di lavorazione delle olive tramite un nuovi macchinari: la mola a doppia macina e la pressa idraulica.
Il decreto numero 827 del 26 giugno 1826 riconobbe ai fratelli Ravanas quanto richiesto. Di seguito viene riportato l'intero testo del Decreto:
(Decreti Reali, anno 1826)
Pierre ricevette un'offerta di 40.000 franchi per il brevetto ottenuto. Se in un primo tempo fu tentato a cedere alla proposta, suo fratello intervenne per convincerlo a perseverare sul progetto originario.
In realtà i fratelli Ravanas non erano degli inventori, ma imprenditori e commercianti: il torchio idraulico, definito come fortemente innovativo, in realtà era costituito da soluzioni tecniche già in uso da tempo. Pierre ebbe modo di conoscere ampiamente queste tecniche dall'osservazione delle fabbriche di Marsiglia e in un viaggio nelle Fiandre, terra che aveva stretti rapporti commerciali con Marsiglia in quanto nella produzione dei saponi era utilizzato l'olio di semi prodotto con l'utilizzo di torchi idraulici. Almeno fino al 1840, i fratelli Ravanas non erano nemmeno in grado di realizzare il torchio idraulico in ferro progettato e Pierre (come egli stesso ammise anni dopo) dovette acquistarlo da Parigi a costi elevatissimi: da 500 a 550 ducati, circa il 60% della spesa totale per le attrezzature di un intero frantoio.

### I primi tentativi imprenditoriali in Puglia
Si riporta il racconto effettuato dallo stesso Pierre Ravanas di un episodio accaduto nel suo frantoio di Massafra. Questo episodio ben rappresenta il clima di ostilità che Pierre incontrò nei suoi tentativi di creare nuovi oleifici e di innovare le tecniche di produzione di olio.
Un proprietario di un piccolo oleificio, interessato alle novità introdotte da Ravanas, volle testarle in una sfida fra i due frantoi. La sfida venne persa da Pierre Ravanas perché falsata in una maniera impensabile per lo stesso vincitore...
(Ravanas, Memoria,  p. 9 e seguenti)
La Puglia del Settecento era un terreno fertile per l'idea imprenditoriale dei fratelli Ravanas. In particolare due erano le caratteristiche favorevoli: un largo bacino di produzione di olive che vengono lavorate con tecniche poco efficiente; la disponibilità di edifici dove poter impiantare frantoi. Pierre Ravanas intraprese un viaggio in Puglia con lo scopo di studiare il territorio e di prendervi contatti: era il suo primo viaggio nelle Puglie. In principio, si recò in Terra di Bari, luogo in cui si effettuava già la raccolta delle olive dall'albero. Prese contatti con agricoltori e proprietari di frantoi di Bari, Bitonto e Modugno, con lo scopo di ricevere le informazioni necessarie per impiantare la sua attività, ma quelli che potenzialmente erano suoi concorrenti non furono propensi ad aiutare il francese.
Per questo motivo, Pierre decise di recarsi a Monopoli per iniziare la propria impresa in un luogo dove la produzione di olive era molto superiore alla capacità di molitura dei frantoi locali. Pierre si rivolse ai più grandi proprietari di frantoi nella zona, chiedendo di usufruire dei loro locali e offrendo una partecipazione agli utili. Tutti si rifiutarono. Perciò decise di chiedere all'amministrazione comunale di poter usufruire in affitto di un locale in disuso. I produttori locali erano influenti presso il decurionato: il permesso arrivò, ma il prezzo del fitto fu molto elevato e il permesso per la ristrutturazione del locale arrivò ben oltre la stagione di raccolta delle olive. Questo primo investimento non fu molto redditizio, sia perché nel primo anno di attività iniziò la macinatura delle olive molto in ritardo rispetto ai concorrenti, sia perché negli anni successivi i raccolti non furono abbondanti come nelle attese.
Un secondo oleificio venne aperto da Pierre Ravanas nel 1826 a Conversano, nei pressi di Monopoli. Ma anche qui le aspettative del francese furono deluse sempre a causa di raccolti inferiori alle attese e dell'ostilità dei produttori locali. I primi due frantoi riuscivano a malapena a coprire le spese dell'attività.
Pierre non si diede per vinto. Decise di aprire un terzo frantoio a Massafra, in Terra d'Otranto. Ma anche qui la fortuna non fu dalla sua parte: nell'annata 1827-28 il raccolto fu molto abbondante in tutta la zona, tranne che a Massafra dove una grandinata aveva pregiudicato la resa degli ulivi. L'ostilità dei produttori locali gli impedì anche l'acquisto di olive dai paesi limitrofi.
Questi tre investimenti poco remunerativi mettevano in serio pericolo l'impresa dei fratelli Ravanas in Puglia. Gli unici guadagni provenivano dalla possibilità di sfruttare la rete commerciale di cui disponevano: Pierre vendeva il poco olio prodotto, a Marsiglia dove era rimasto suo fratello, Jean Baptiste.
Visti gli scarsi risultati, Jean Baptise Ravanas non continuò a finanziare l'apertura di frantoi in Puglia; ma Pierre non era d'accordo con la visione del fratello e decise di continuare a curare l'investimento: si assunse la piena responsabilità dell'impresa e mantenne i contatti col fratello solo per le esportazioni di olio a Marsiglia

### L'oleificio di Bitonto: il successo di Pierre Ravanas come produttore di oli pregiati e commerciante
Nell'autunno del 1827, la produzione di olive a Bitonto fu abbondante e gli oleifici locali non erano in grado di lavorare tutte le olive crescite sugli alberi. I grandi proprietari terrieri bitontini erano venuti a conoscenza della presenza in Puglia di uno straniero che offriva nuove tecniche di molitura e non volevano vedere marcire sugli alberi le olive che, in un periodo di raccolti scarsi, quell'anno erano cresciute abbondanti.
I grandi proprietari terrieri di Bitonto contattarono Pierre Ravanas pregandolo di impiantare uno stabilimento che fosse in grado non fare andar perso il raccolto. Fra questi proprietari terrieri, un esponente di spicco era certamente Carmine Sylos, il quale successivamente ricoprirà le cariche di sindaco di Bitonto e di Presidente del Consiglio Provinciale. Anche a Bitonto, le resistenze dei locali proprietari di frantoi non mancarono; ma riuscì a superarle grazie all'influenza dei proprietari terrieri: Ravanas ottenne la concessione per otto anni del Torrione angioino, un palazzo di proprietà comunale dove era presente un vecchio frantoio in disuso. La concessione dei locali era a titolo gratuito, ma Pierre dovette far fronte alle spese per la restaurazione dei locali che erano state stimate in 255,40 ducati.
Pierre creò un oleificio dotato di 5 vasche di raccolta, un torchio idraulico e due torchi in legno e riuscì a metterlo in funzione ad aprile del 1828, in tempo per lavorare almeno una parte delle olive del raccolto del 1827.
A Bitonto, oltre che di un oleificio con macchinari all'avanguardia, Pierre disponeva per la prima volta di una serie di contatti con i produttori. Pertanto poté iniziare a creare una rete di approvvigionamento di olive da lavorare nei propri stabilimenti. Le modalità di approvvigionamento sperimentate da Pierre Ravanas furono due: l'acquisto delle olive direttamente dai proprietari terrieri; la possibilità per i produttori di lavorare gratuitamente le proprie olive presso lo stabilimento di Pierre Ravanas il quale poteva trattenere una parte dell'olio prodotto. Fra le due modalità, la seconda fu la più applicata perché vantaggiosa sia per il produttore che per il proprietario del frantoio.
In breve tempo, Pierre Ravanas stabilì un solido giro di affari in Puglia, basato su due pilastri: la lavorazione delle olive con tecniche innovative che consentivano la produzione di olio di qualità elevata; una rete di approvvigionamento che procurava grandi quantità di olive da lavorare nel frantoio e offriva vantaggi ai produttori. L'oleificio di Bitonto diventò un punto di riferimento per i produttori dei paesi limitrofi.
Poco dopo l'apertura dell'oleificio bitontino, nel 1830 ne acquisì un quinto a Modugno.

### Arrivo della concorrenza: diffusione della nuova tecnologia e allargamento del mercato
Il successo raggiunto da Pierre Ravanas e l'efficacia della tecnologia da lui importa in Puglia portavano gli stessi proprietari di frantoi tradizionali che lo ostacolavano ad imitarne i metodi di lavorazione delle olive. Alla scadenza della privativa, nel giugno 1831, si moltiplicarono i torchi idraulici per la spremitura delle olive in tutta la provincia di Bari: solo cinque anni dopo, nel 1836, a Bitonto se ne contavano 120, mentre i macchinari tradizionali utilizzati prima dell'arrivo di Ravanas rapidamente scomparvero.
Da questo aspetto, si evince uno dei meriti più grandi che ebbe l'impresa di carattere puramente commerciale di Pierre Ravanas: quello di migliorare notevolmente le tecniche di lavorazione delle olive nella provincia di Bari con conseguente aumento sia della quantità che della qualità dell'olio prodotto. E questo era già palese ai suoi stessi contemporanei se affermavano che "il signor Ravanas sta ora rendendo nella provincia di Bari il più grande de servizi. Egli ha stabilito in Monopoli un nuovo sistema di macinare e di premere la pasta delle olive [...]. Giova bensì il dire che con questo nuovo meccanismo vi sia un risparmio di tempo e di spesa estraendosi fino a quattro o cinque some al giorno di olio di miglior qualità mentre ne trappeti ordinari non si estrae che una soma e mezza a due some al giorno."
Ma, nel giro di poco tempo, anche il vantaggio commerciale che Pierre Ravanas aveva nei confronti dei mercanti locali si assottigliò notevolmente. Potendo disporre anch'essi di un prodotto di qualità e fortemente richiesto, i commercianti baresi si arricchirono rapidamente sfruttando la storica rete di rapporti sul territorio e contatti con i principali porti dell'Adriatico.
Inoltre, l'olio di elevata qualità che Pierre Ravanas introduceva nel porto di Marsiglia aveva mostrato ai mercanti provenzali il potenziale commerciale dei prodotti pugliesi. Questo indusse altri imprenditori francesi, come i Sue, ad emulare Ravanas nell'aprire oleifici in Terra di Bari. E, dagli anni trenta del XIX secolo, diversi commercianti francesi arrivavano in Puglia al momento della raccolta delle olive per accaparrarsi la materia prima direttamente dai produttori. Fra questi, si ricorda Felice Garibaldi, fratello minore di Giuseppe Garibaldi, commerciante di olio per conto della società di Nizza Avigdor ainé et fils e per la famiglia Sue.
Allo scadere della privativa, per cercare di contrastare la concorrenza, Pierre Ravanas decise di ricorrere ancora una volta alla via istituzionale. Nel settembre 1831 tramite il ministro dell'interno Marchese di Pietracatella, inviò una lettera al Re delle Due Sicilie da poco in carica, Ferdinando II. Nella lettera rivendicava di aver contribuito allo sviluppo di un'industria nevralgica nell'economia del Regno: quella agricola. Chiedeva la conferma dei permessi per gli edifici nei quali sorgevano gli oleifici di Monopoli e di Bitonto e l'esenzione dalle tasse per l'esportazione dell'olio da lui prodotto. Questa volta, tuttavia, le richieste al monarca non vennero accolte.
Nonostante ciò, il venir meno del regime di concorrenza attenuata di cui Pierre ha potuto godere nei primi cinque anni della sua attività nel Regno delle Due Sicilie, almeno nel primo periodo, non incise negativamente sugli affari di Ravanas. Se è vero che nei primi anni trenta dell'Ottocento si assisté all'ingresso di molti concorrenti nel mercato della compravendita di olio e olive nella Terra di Bari, è anche vero che questo mercato è in forte espansione e vede sempre Pierre Ravanas fra i principali attori. Nel 1834-35 erano state esportate dalla Provincia di Bari 8000 salme di olio; nel giro di qualche anno si arriva ad una media confresa fra le 18000 e le 24000 salme, con un picco di 36000 nel 1845. Infatti, l'azione di Ravanas ha prodotto sia un aumento della domanda di olio prodotto nella Terra di Bari (conseguente all'incremento della qualità dello stesso), sia un aumento dell'offerta (l'aumento della collocabilità del prodotto su nuovi mercati ha prodotto un aumento del prezzo e questo ha spinto alla creazione di nuovi frantoi e all'allargamento delle coltivazioni ad ulivi).

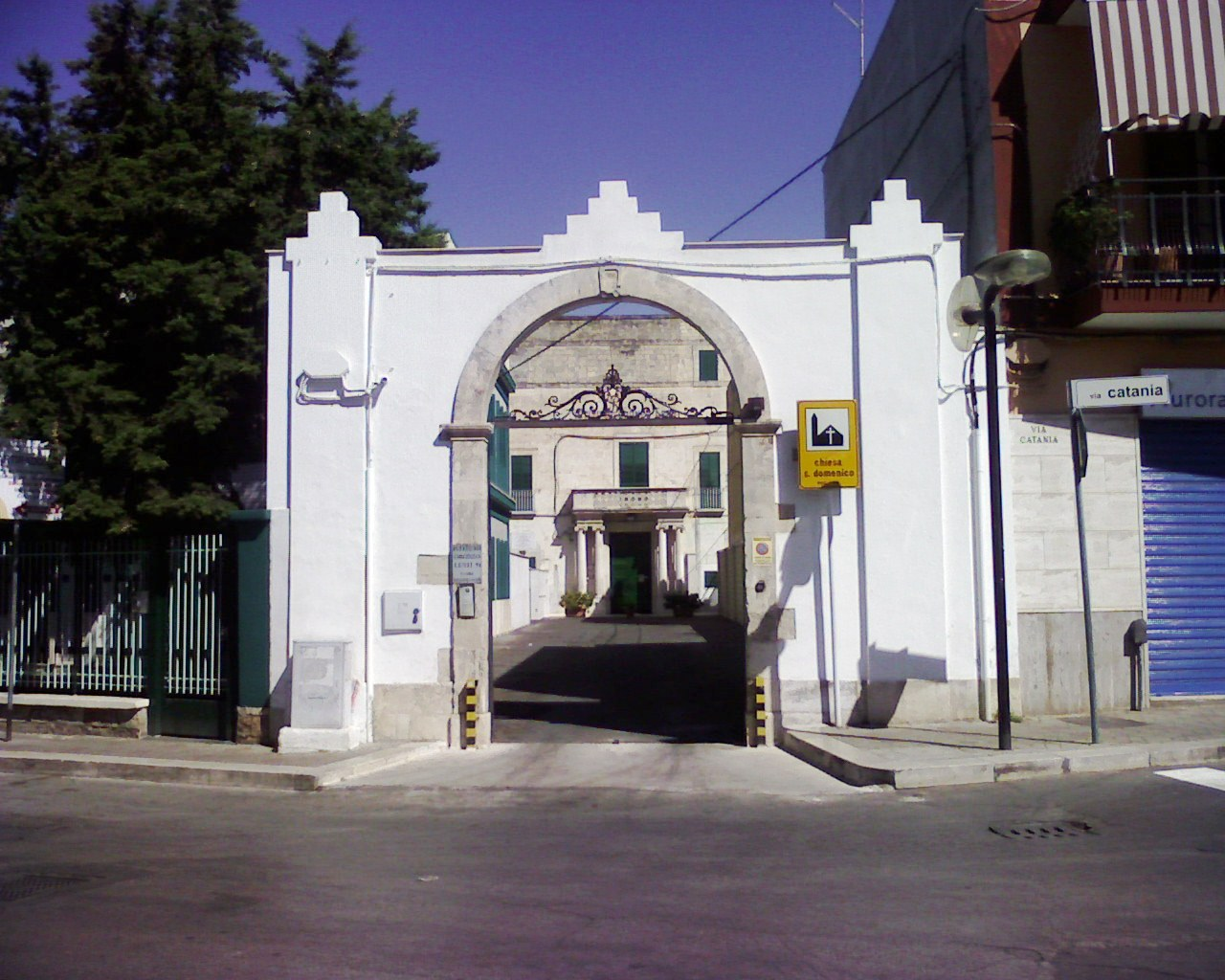
Facciata dell'ex convento dei Domenicani a Modugno dove Pierre Ravanas creò il suo oleificio più grande.

Qui si può notare l'altro grande merito dell'azione di Pierre Ravanas: l'allargamento di un mercato fortemente strategico nell'economia barese dell'epoca e lo stravolgimento delle gerarchie commerciali esistenti prime del suo arrivo. Infatti, se l'olio di bassa qualità era commercializzato esclusivamente sullo stesso territorio di produzione per far fronte al consumo locale, l'olio fino di recente produzione è molto richiesto anche all'estero, dai porti dell'Adriatico alla Francia. 
Inoltre, si ebbe un rinnovamento dell'intero tessuto economico barese, sia per quanto riguarda i grandi commercianti che avevano la possibilità di agire in nuovi mercati, sia per i piccoli produttori i quali, se durante il Settecento erano costretti a vendere le olive dei propri alberi all'intermediario agricolo ai prezzi decisi da quest'ultimo, ora avevano la possibilità di macinare gratuitamente presso i frantoi Ravanas ed essere in possesso di olio che potevano vendere al prezzo di mercato. Conseguenza di questi cambiamenti è un miglioramento generale del benessere, non solo economico ma anche sociale, nella regione.
Questo era il momento più alto della sua carriera: la cittadinanza civile e il tessuto mercantile della provincia di Bari gli riconoscevano i meriti della sua azione commerciale ed apprezzavano quanto fatto dal francese per diffondere una nova tecnologia produttiva e per espandere un mercato cruciale per l'economia barese dell'epoca. I cittadini di Bitonto, grati per il suo operato, inviarono una petizione al re del Regno delle Due Sicilie, Ferdinando II, il quale rispose con un rescritto che conferiva a Pierre Ravanas una medaglia d'oro al merito civile..
Nel 1840 aprì un nuovo frantoio a Modugno, nei locali dell'ex convento dei Domenicani. Questo fu il più grande fra i frantoi gestiti da Pierre Ravanas: disponeva di 10 pile, 10 torchi di legno e 3 torchi idraulici. Lo stabilimento aveva una produzione di circa 1200 salme di olio nel 1842. In questo stabilimento era presente anche un'officina che consentì per la prima volta la costruzione in autonomia di botti e torchi senza doverli importare dalla Francia. Qui si registra per la prima volta un'altra innovazione introdotta da Pierre Ravanas: l'uso della bambagia per filtrare l'olio che usciva dai torchi. L'introduzione di questa innovazione nacque dall'esigenza di rispondere alla grande quantità di ordinativi ricevuti, che non consentiva di attendere l'eliminazione delle impurità per decantazione.
In seguito aprì un grande frantoio a Bari, in contrada San Marco, lungo la via che conduce a Mola di Bari. Trasferì la propria nel capoluogo della Provincia dal cui porto partivano le esportazioni di olio. Sempre a Bari, Pierre possedeva dei magazzini in via Melo.

### Il fallimentare ingresso nella Borsa di Napoli
Dopo quelli di Modugno e Bari non aprì altri stabilimenti, limitandosi alla gestione di quelli già in suo possesso e concentrandosi sullo sviluppo dell'aspetto commerciale della sua impresa. Infatti, iniziò a prendere contatti a Napoli, la capitale del Regno delle Due Sicilie, dove era attiva una borsa nella quale, già in quell'epoca, si registrano elevati livelli di speculazione e i prodotti agricoli erano venduti ancor prima che fossero raccolti nei campi.
Pierre decise di entrare nel rischioso circuito dei "giochi di carta" e cercò un accordo con la casa d'affari di origine francese Claudio Duchaliot che godeva della "classe di eccezione" presso la Camera di Commercio di Napoli che le consentiva una posizione privilegiata negli scambi nella borsa di Napoli: l'8 luglio 1841 Pierre propose alla Claudio Duchaliot di creare una società con la Ravanas et cie dei fratelli Ravanas. Da quel momento i rapporti fra le due società si fecero intensi e si registrò un notevole aumento del volume commerciale dell'olio prodotto nei frantoi Ravanas sia verso la Francia che nell'Adriatico. Per esempio, se in precedenza Pierre Ravanas non aveva contatti a Venezia, nei cinque anni compresi fra il 1841 e il 1845 inviò 28 carichi di olio fine nel porto dell'alto Adriatico.
Tuttavia, il rapido incremento del volume di affari aumentò notevolmente anche il rischio connesso alle attività di scambio nel mercato borsistico napoletano e nei casi in cui Pierre non era in grado di onorare le commesse ricevute, era costretto a cercare accordi economici per rimandare il loro soddisfacimento. Questi fattori produssero un grave indebitamento che indussero Pierre ad ipotecare le sue proprietà. Inoltre anche la Ravanas et cie accumulò un forte indebitamento nei confronti della società Claudio Duchaliot: nel bilancio del 30 agosto 1844 venne registrato un debito di 89.521,69 ducati.
Per cercare di sanare la posizione debitoria della Ravanas et cie, Jean Baptiste dovette far ricorso alle proprie conoscenze in Provenza. Nel 1844, il signor Lezeaud di Aix acquistò un quinto della partecipazione nella società Ravanas-Duchaliot per 100.000 ducati ed effettuò l'avallo di cambiali intestate a Pierre Ravanas per un valore di 11.500 ducati. Pierre, inoltre, decise di rischiare ancora, aumentando gli ordini che si impegnava ad evadere di ulteriori 55.243 ducati.
Questi tentativi non furono sufficienti ad evitare, nel 1846, la condanna da parte del Tribunale di Trani di Pierre Ravanas per il mancato pagamento di alcune cambiali. Pierre, assicurò i propri creditori di provvedere al saldo dei debiti (che avevano raggiunto un ammontare di 169159 ducati) entro la fine dell'anno offrendo a garanzia il patrimonio immobiliare di cui disponeva.
Con l'intento di riscattare la sua immagine agli occhi degli affaristi di Napoli, pubblicò uno scritto dove elencava i suoi meriti nell'ambito dell'innovazione tecnologica e della lavorazione delle olive al quale allegò un "Certificato rilasciato al Sig. Pietro Ravanas ainé da' proprietari della provincia di Bari" corredato da 455 firme di diversi professionisti locali, piccoli e grandi proprietari terrieri. 
Tuttavia il sostegno di quanti hanno visto ed apprezzato le capacità di Ravanas nei suoi oleifici non fu capace di influenzare i pareri dei grandi mercanti della capitale del Regno. Inoltre, non tardarono ad arrivare le risposte dei suoi oppositori nelle aule di tribunale che criticarono la maniera in cui Pierre andò "strappando firme, e falsi attestati per proclamarsi da sé medesimo l'eroe del commercio".

### Ritiro dagli affari
Pur rendendosi contro di trovarsi ad un passo dal fallimento, Pierre non si dava per vinto, continuava nella commercializzazione dell'olio prodotto nei suoi stabilimenti affidandosi a capitali provenienti da finanziatori napoletani e della provincia di Bari. Ma questo peggiorava ulteriormente la sua condizione debitoria mentre le cambiali continuano a scadere e le cause intentate dai suoi creditori sono immancabilmente perse. Per evitare il tracollo Pierre dovette liquidare tutte le sue proprietà già gravate da ipoteche.
Ormai, Pierre Ravanas non poteva più utilizzare il suo nome per ottenere fiducia e credito dagli acquirenti e si avvalse del nipote Charles Pons (commerciante attivo nel porto di Marsiglia e sostenitore dei Ravanas con prestiti) che fece venire a Bari da Aix per poter concludere affari utilizzando un nuovo nome. Si trasferì a Modugno, dove poteva contare sulla solidarietà di una serie di contatti. Nel 1847 riattivò il grande stabilimento di Modugno e continuò per un paio d'anni a commerciare piccoli carichi di olio. 
Si ritirò definitivamente dagli affari nel 1850, all'età di 53 anni.
La sua parabola nel mondo degli affari si era conclusa lasciandolo senza il patrimonio che aveva costruito negli anni precedenti. L'ingresso nel mondo di opportunità e speculazioni che era già allora la Borsa della capitale del Regno ha causato la fine della sua avventura di imprenditore e gli ha procurato aspre critiche e miseria. Ciò nonostante, non era svanita la stima che la comunità della provincia continuava a tributargli con pubblicazioni e pubblici encomi. Il 6 maggio 1854 Re Ferdinando II gli conferì una seconda medaglia d'oro al merito civile. 
"Gloria e miseria, l'eterna antitesi degli uomini veramente insigni".
Il 18 dicembre dello stesso anno il monarca gli conferì un vitalizio di 360 ducati annui, a carico della Provincia, per la durata della vita sua e di sua figlia. Questo sostegno economico poté garantirgli una vita in tranquillità. Si trasferì a Trani, dove nel 1856 morì sua moglie Emilie Bonnefoux. Nel 1857 la sua unica figlia Mélanie sposò Roberto Del Balzo, di nobile famiglia napoletana e nel 1862 seguì il coniuge a Napoli.
A quel punto fece ritorno in Francia e si trasferì a Arles. Nella sua terra d'origine, la sua famiglia aveva abbandonato il campo degli affari: suo fratello Jean Baptiste era morto da poco, ancora impegnato nelle cause legali che il fallimento degli investimenti nella Borsa di Napoli gli aveva procurato; i tre figli maschi dei quattro che ebbe Jean Baptiste intrapresero carriere differenti da quella paterna.
Pierre Ravanas morì a Marsiglia l'11 giugno 1870.

## Onorificenze

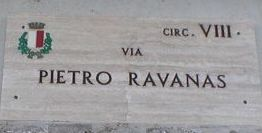
Targa di Via Pietro Ravanas a Bari.

- Col rescritto del 10 gennaio 1836 Re Ferdinando II conferì a Pierre Ravanas una medaglia d'oro al merito civile. La medaglia riportava l'iscrizione: "a Pietro Ravanas per aver ridotto a perfezione il modo di estrarre l'olio"[2]
- Col rescritto del 6 maggio 1854 Re Ferdinando II gli conferì una seconda medaglia d'oro al merito civile con la seguente motivazione iscritta sulla medaglia: "Petro Ravanasio sen. quod artem oleariam in Peucetia auxerit diffuserit - MDCCCLIV"[68].
- Le città di Bari, Bitonto, Modugno[73] e Ruvo di Puglia gli hanno intitolato una via.
- Il 17 dicembre 1949 il consiglio comunale di Bari stabilì che un mezzo busto di Pierre Ravanas sarebbe stato collocato nel giardino di Piazza Garibaldi[74].